# 吉良薫
吉良 薫（きら かおる、1997年8月6日 - ）は、日本の元AV女優、俳優。マインズ所属。

## 略歴・人物
大阪府出身。
特技はバレーボール。
2020年1月、E-BODYの専属女優（専属出演は1本のみ）としてデビューした長身のAV女優。
オールプロモーションの同じく長身AV女優の大谷翔子と仲が良く、プライベートでもよく遊ぶ。
引退後、高級風俗店「仮面美女　六本木店」を経営し始める。
仮面美女 六本木店閉店、2023年以降Xでのポストもなくなり今何をしているのか不明。

## 出演作品

### アダルトDVD
- 身長178cm現役女子大生バレーボーラーのアスリートグラドル 鍛え抜かれた裸体解禁! AVデビュー（1月13日、E-BODY）
- ヤレる人妻回春マッサージ 27 〜中出し交渉盗撮〜（3月1日、変態紳士倶楽部）※オムニバス作品
- マジックミラー号の天井に頭がついちゃう! 3 高身長アスリート女子がチビ男相手に初めてのバックブリーカーフェラ、逆駅弁FUCKチャレンジ（3月12日、ROCKET）※オムニバス作品、「みこ」名義
- 超強力!! 三種の媚薬で極醒発情マッサージ（3月13日、MAGIC）※オムニバス作品
- 一般男女モニタリング! 優しい人妻に協力してもらい精液30ml溜めるまで出られない密室脱出ゲーム挑戦! デカチンで悩んでいる男子学生を手コキで射精させ何度射精しても萎えない絶倫チンポを目の当たりにしたら浮気SEXしてしまうのか!?（3月13日、はじめ企画）※オムニバス作品
- 120%リアルガチ軟派伝説 vol.82 in 大阪（3月20日、、プレステージ）※オムニバス作品、「ゆみこ」名義
- マジックミラー号 「童貞くんのオナニーのお手伝いしてくれませんか…」 スポーツに本気で打ち込む体育大学の女子生徒が童貞くんを赤面筆おろし!（3月26日、SODクリエイト）※オムニバス作品、「れいな」名義
- うぶな女子高生の皆さん! モテない童貞君の筆おろししてください! 若い体に興奮が止まらなくなった絶倫童貞がイってもイってもやめない激ピストン! ピンクのワレメにドクドク生中出し!（3月27日、赤面女子）※オムニバス作品、「かおる」名義
- 同僚の妻はこれから3日間、俺専用肉便器（4月3日、光夜蝶）
- 弟にアヘ顔を配信(さら)される私。（4月3日、NON）
- やっと手に入れた妻ようの媚薬をうっかり娘が飲んじまった!普段活発なエロ無縁の娘が、ガンギマリのアヘ顔で俺のチンポに迫ってくる。抵抗虚しく、娘に玉が空になるまで抜かれた父親は私です。（4月3日、NON）※オムニバス作品
- 2020年度 ソフト・オン・デマンド株式会社 全裸入社式 新卒社員20名の桃色まんこ 超羞恥4時間スペシャル!（4月9日、SODクリエイト）※「北原かえで」名義、共演:村田優子、宇多田乃亜、中山琴葉、崎山りほ、染谷凛、佐々木えり、林奈恵、山内亜矢、大矢美紗紀、冬月真紀子、橘杏奈、野原香、梅原詩織、古川夏紀、渡辺未菜、品川朱里、松井芹那、寺田恭子、斎藤七瀬、小山玲子
- 陸上部美少女狩り 運動女子学生のありあまる異常性欲（4月25日、豊彦）※「川上夏希」名義
- 関西から乳首おったてながらやってきた素人さん。肉付き抜群のムッツリスケベな娘はガン突きFUCKに溺れ、エロ顔晒す。（5月2日、NON）
- ママさんバレー義母中出し相姦 濃厚な精子でパンパンになった身長178センチのスーパーモデル級エロボディ（6月13日、VENUS）
- ドラレコNTR 14 車載カメラは見ていたねとられの一部始終を（7月7日、JET映像）※オムニバス作品
- 鍼灸院すどう盗撮り下ろし 3 1。147センチのちっちゃい九州美人妻 2。ハーフの極上奥さんにタトゥ! 3。押しに弱い軟体隠れムチムチ系妻 4。175センチのアスリート? 奥さん（7月9日、プラム）※オムニバス作品
- 愛しのデリヘル嬢 22 【DQN】素人売春生中出し 盗撮強制撮り下ろし 175cm デリヘル呼んだら現役アスリートバレー女子だった件 立ちバックでヒィヒィ言わしたった件【潮中田氏】（7月9日、プラム）
- 女子大スポーツ合宿中にイキ狂ってしまったオナニー盗撮（7月15日、プラム）※オムニバス作品
- 熟女限定 熟女が部屋にやって来た お持ち帰り盗撮 そのままAV発売へ 31 欲求不満の四十路痴女が肉弾挑発編（7月19日、熟女卍）※オムニバス作品、「康子」名義
- 箱根温泉郷で見つけたEカップオーバーの女学生の皆さん タオル一枚男湯入ってみませんか? 「男性客の勃起チ○ポで全身アカスリ」 特別羞恥ミッションに思わず赤面! 口・胸・おしり 精子まみれのぶっかけ19連発!!（8月13日、SODクリエイト）※オムニバス作品、「ひより」名義
- 初めてのSEXの日、服を脱いで露わになる彼女のカラダ（8月14日、ヒメゴト）※オムニバス作品
- 無防備なノーブラ姿で挑発する女 その挑発に負け興奮を隠せない男 じゃれ合っていただけなのに、つい本気になってしまった幼馴染SEX（10月9日、ヒメゴト）※オムニバス作品
- ねぇねえ、家族でエッチなアソビをするとみんな優しくしてくれるのは、なんでなの?（10月30日、NON）※オムニバス作品
- 妻の寝取られ顔が、一番エロいと感じるのは、俺だけだろうか?（12月4日、光夜蝶）※オムニバス作品
- ねぇ、今日はお父さんたちが帰ってくるまで何回しよっか?（12月4日、NON）※オムニバス作品

- 今からこの娘の口内を犯していきます（2月27日、光夜蝶）※オムニバス作品
- 膨らみピーピング・執拗なるマン土手鑑賞（7月19日、アロマ企画）※オムニバス作品
- 四つん這いとマングリポーズでアナルをバッチリ見せるエッチなオナニー（8月7日、アロマ企画）※オムニバス作品
- 乳首オナニーで疼く股間に物を挟んで足ピンイキする女の子（8月19日、アロマ企画）※オムニバス作品
- ラテックスタイトミニ×むちむちの腿こき（9月7日、アロマ企画）※オムニバス作品
- おパンツ見せるだけの簡単なお仕事（9月14日、アロマ企画）※オムニバス作品

### VR
2020年
- 都内某有名私立大学 SNSで噂の○○サークル 地方出身の普通男子のボクがなぜか異常に東京ギャルにモテまくるハーレム新歓コンパに潜入! 吉良薫 藤咲サラ 明海こう 八尋麻衣 藤井林檎（4月29日、ワンズファクトリー）
- ドMな彼女がパンツを見せて恥じらいながらおねだりしてきた（4月30日、SODクリエイト）※オムニバス作品
- ロングブーツ M男チ○ポ責め（5月1日、プリモ@VR）※オムニバス作品
- 覆いかぶさりスパイダーキスVR 騎乗位で感じながらキスをねだる女たち（7月27日、SODクリエイト）※オムニバス作品

### アダルトサイト
「MGS動画」
- マジ軟派、初撮。 1447 身長175cmの巨乳スポーツJDをGET!!真面目そうなバドミントン女子が男優のペースに乗せられてFカップ美巨乳を露出w電マで敏感な部分を弄られて発情からの挿入!プリンプリン揺れまくりな美乳と美尻は必見!!!（2020年2月15日、ナンパTV）※「かおる」名義

「FANZA」
- タオル一枚 男湯入ってみませんか? ひより(24) 推定Fカップ 箱根温泉郷で見つけた女子大生（2020年5月7日、SODクリエイト）※「ひより」名義
- タオル一枚 男湯入ってみませんか? 湯上り美女追跡ハメ撮り交渉編 撮影直後の美巨乳女子を直撃! 賞金倍々交渉で恥らいプライベートハメ撮りSP!!（2020年8月14日、SODクリエイト）※「ひより」名義

### イメージDVD
2020年
- 現役バレーボール選手 私『脱ぎます』身長180cm（5月3日、IMPACT）※「新垣麻美」名義
- M男いじり 〜ニヤけた上から目線でオトコをいたぶるビッチ様〜（6月29日、オルスタックソフト販売）※「かおる」名義
- 私のこと・・おヘンタイだと思いますか・・?（6月19日、サムバディ）※「長門裕子」名義

## 出演

### テレビ
- モデル並みの高身長美女に見下され続ける生放送2（2020年2月27日、パラダイステレビ）[4]

### 映画
- 未亡人下宿？その4　今昔タマタマ数え歌（2020年11月20日、オーピー映画）昭和の未亡人役[5]

### オリジナルビデオ
- あ・べ・こ・べ　セクシーボディ姉妹のHなヒミツ（2021年10月6日、オーパーツ、高澤）